# محمد حسن الشجاعي
محمد حسن الشجاعي (7 سبتمبر 1899 -  10 يونيو 1963) هو ملحن وعازف مصري.

## حياته ونشاته
ولد محمد حسن السجيعي وشهرته محمد الشجاعي بقرية أبو الغر مركز كفر الزيات محافظة الغربية عام 1903 م، ولد وحيدا قد مات والديه وهو صغير السن وتربي في أحد الملاجئ ثم التحق بالجيش، درس الموسيقي علي يد الموسيقار (باخو) رئيس فرقة موسيقي الراي وقتئذ ثم أكمل دراسته الموسيقية بمعهد "ابرجيريت" بالقاهرة و حصل علي دبلومه العالي و عين مدرسا للموسيقي بالمعهد الصناعي بدمنهور.

## مسيرته[3]
- بدأ حياته العملية عازفا علي اله البوق حيث عمل في فرقه موسيقي الجيش ثم انتقل لاوركسترا القصر الملكي، عمل عازفا بالفرق الأجنبية التي كانت منتشرة بالقاهرة، و الفرق الاستعراضية الوافدة علي مصر في مسارح الكورسال و الأوبرا.
- عين مفتشا للموسيقي بوزارة المعارف سنة 1939 ، ثم مفتشا عاما للنشاط الموسيقي بنفس الوزارة.
- عين مستشارا فنيا للموسيقي و الغناء في الإذاعة المصرية  1 يوليو 1955  ثم عين رئيسا للجنة الاستماع الغنائي بها.
- يرجع الفضل  في تكوين اوركسترا الإذاعة المصرية.
- ترك الخدمة سنة 1921  ليعمل قائدا لفرق المسارح الغنائية التي كانت منتشره في روض الفرج.
- تولي الشجاعي في عام 1952 الاشراف علي مراقبة الموسيقي والغناء في الإذاعة وانشا فرقتين موسيقيتين للإذاعة الأولي، وهي الفرقة الشرقية وضمت 35 عازفا، وتخصصت في الالحان الشرقية واوركسترا الإذاعة وكانت تضم 65 عازفا والذي كان نواه لاوركسترا القاهرة السيمفوني.
- عمل الشجاعي مستشارا للموسيقي والغناء والإذاعة وكان بمثابه صمام الامان علي الذوق المصري حيث منع أي اصوات خاليه من الموهبة من ممارسه هذا الفن.[4]
- قام بتدريس مادة التذوق الموسيقي في الجامعة الشعبية و معهد الفنون المسرحية.

## أعماله
- لحن الشجاعي العديد من المؤلفات الموسيقية منها متتابعات أخناتون وصلاح الدين وارض الوطن كمان كان أول من الف الموسيقي التصويريه للافلام السنيمائيه المصرية وقام بتوزيع أعمال داود حسني وسيد درويش.
- قدم العديد من المؤلفات الغربية و العربية.
- اشترك في تأسيس نقابة المسرح الغنائي المصري في عصره الذهبي إذ أعاد تسجيل أوبريتات "لسيد درويش" ، "إبراهيم فوزي" ، "كامل الخلعي" ، "داود حسني" ... و غيرهم .
- من أشـهر أعمـاله الموسيقية:- أرض الوطن – صلاح الدين – اخناتون – وادي الملوك.
- امتد نشاطه إلى السينما منذ أن كانت صامتة فقد بلغ عدد الأفلام التي وضع لها موسيقاها التصويرية 46 فيلما سينمائيا كان اشهرها :- "دنانير- عايدة – سلامة في خير – سي عمر – مصنع الزوجات - غرام و انتقام – عنتر و عبلة – روميو وجوليت – ليلة الجمعة" .

## وصلات خارجية
- محمد حسن الشجاعي على موقع IMDb (الإنجليزية)
- محمد حسن الشجاعي على موقع قاعدة بيانات الأفلام العربية